# Selat Mie
Selat Mie is een bestuurslaag in het regentschap Karimun van de provincie Riau-archipel, Indonesië. Selat Mie telt 2.071 inwoners (volkstelling 2010).